# زیما (شهر)
شهر زیما (به روسی: Зима) در کشور روسیه و در اوبلاست ایرکوتسک واقع شده‌است.